# Élie Buzyn
Pour les articles homonymes, voir Buzyn.
Élie Buzyn, né le 7 janvier 1929 à Łódź (Pologne) et mort à Paris le 23 mai 2022, est un chirurgien orthopédique français, d'origine polonaise, survivant et témoin de la Shoah.

## Biographie

### Famille
Élie Meir Buzyn naît le 7 janvier 1929 à Łódź en Pologne, au sein d’une famille juive pratiquante. Benjamin d'une fratrie de trois enfants, il a un frère, Avram, né en 1918 et une sœur, Tauba, née en 1924.
Son père, Yehoshua Buzyn, est chef d’entreprise, industriel du textile et sa mère, Sarah, est très active dans les institutions caritatives et notamment le mouvement des femmes sionistes de la WIZO.

### Le ghetto de Łódź
Lorsque les Allemands occupent Łódź en septembre 1939, la ville compte 672 000 habitants, dont 233 000 juifs. Ceux-ci vivent dans les mêmes quartiers que les Allemands non-Juifs. Łódź est directement incorporé au Wartheland et rebaptisé Litzmannstadt. La création du ghetto se fait par étapes successives. La première trace de la création d'un ghetto se trouve dans un ordre daté du 10 décembre 1939 qui évoque un point de rassemblement temporaire des juifs locaux, destiné à faciliter leur déportation : la déportation devait être terminée pour le 1er octobre 1940 et la ville Judenrein (« libre de juifs ») à cette date,,,,,. Dans le ghetto, Élie Buzyn travaille comme ouvrier dans le tissage, puis dans la sellerie. Le 7 mars 1940, son frère aîné, Avram, âgé de 22 ans, est fusillé par les SS « à titre d'exemple » pour dissuader toute tentative de fuite du ghetto juif. Élie Buzyn parvient à survivre avec ses parents, jusqu'à la liquidation du ghetto en août 1944, l'arrestation et la déportation de sa population vers le camp d'Auschwitz.

### Déportation à Auschwitz et marche de la mort
Dès janvier 1945, devant l'avancée de l'armée soviétique, les autorités nazies transfèrent les prisonniers vers le camp de Buchenwald, durant les « Marches de la mort ». Arrivé au camp de Buchenwald, il se fait voler ses chaussures. Après cela, ses pieds ont gelé. À l'infirmerie, on lui annonce qu'il faut l'amputer des deux pieds pour empêcher le développement de la gangrène. Effrayé, il s'enfuit de l'infirmerie et retourne à son baraquement. Un soldat russe, après avoir entendu ce qui s'est passé, lui dit alors : « Écoute-moi, il faut que tu trempes tes pieds alternativement dans de l'eau froide et de l'eau chaude. ». Quelques jours et quelques nuits après, ses pieds commencent à guérir.

### Vie professionnelle et témoignage sur la Shoah
Il vit d'abord sept ans en Palestine mandataire devenue État d'Israël, puis après un bref séjour en France, passe deux ans à Oran. En 1956, il s'installe définitivement en France et fait ses études de médecine, puis devient chirurgien. Il témoigne de son souhait d'oublier, qui le conduit à se faire ôter son matricule de déporté. C'est après un silence de 50 ans qu'il décide de témoigner de son vécu de survivant du ghetto et de camp,.
Élie Buzyn participe ainsi à une visite annuelle à Auschwitz,.
Il participe à la commémoration annuelle de la Shoah par l'Union européenne en 2015.
Il meurt le 23 mai 2022, à l'âge de 93 ans,.

### Vie privée
Élie Buzyn est l'époux d'Etty Buzyn, psychologue, psychanalyste et écrivaine. Le couple a trois enfants, notamment Agnès Buzyn, présidente du collège de la Haute Autorité de santé puis ministre de la Santé de 2017 à 2020.

## Décorations
- Chevalier de la Légion d'honneur (2014)[21].
- Commandeur de l'ordre des Palmes académiques (2017)[22].

## Hommages
En 2023, la mairie de Paris décide de baptiser de son nom l'école élémentaire située 250, rue Saint-Jacques, dans un quartier qu'il a habité.

## Ouvrages
- J'avais 15 ans : vivre, survivre, revivre, 2018, Éd. Alisio  (ISBN 9791092928730).
- Ce que je voudrais transmettre : lettre aux jeunes générations, 2019, Éd. Alisio  (ISBN 9782379350184).